# Agrupación Deportiva Sagardía
La Agrupación Deportiva Sagardía fue un club de balonmano femenino con sede en la ciudad de Santander, Cantabria, y que militaba en la Primera División Nacional tras haber renunciado a la División de Honor B. Compitió desde 1984 hasta 2013.

## Historia
El club se creó dentro del Colegio Nacional General Sagardía, situado en Cajo (Peñacastillo, Santander) en 1978 con el objetivo de que sus alumnas pudieran practicar esta disciplina deportiva. Con el paso de los años, cobró forma la idea de crear un equipo federado, ya que las jugadoras querían seguir jugando una vez acabada la edad escolar. Así, en 1984 se federó el primer equipo. Tras jugar varias temporadas en diversas categorías logró ascender a la División de Honor, donde ha jugado 9 temporadas (1989-90, 1990-91, 1995-96, 1998-99, 2000-01, 2006-07, 2007-08, 2009-10 y 2010-11). Para la temporada 2013-14, el equipo ya no compitió.

## Patrocinadores
A lo largo de su historia el club ha sido patrocinado por diferentes entidades:
- Banco de Santander (Bansander): 1979-98
- Verdaloe: 1998-99
- Verdaloe - Caja Cantabria: 1999-2001
- Caja Cantabria: 2001-04
- Marina Park: 2004-2013

## Pabellón
El Sagardía disputa sus encuentros como local en el Pabellón Municipal de La Albericia, antigua sede del desaparecido Teka, situado en la Av. del Deporte, s/n.

## Palmarés
| Competición                                   | Títulos                    | Subcampeonatos |
| --------------------------------------------- | -------------------------- | -------------- |
| Primera División (2/0)                        | 2005-06, 2008-09.          |                |
| Grupo A de Primera División (3/1)             | 2001-02, 2004-05, 2005-06. | 2008-09.       |
| Segunda División (1/0)                        | 1986-87.                   |                |
| Campeonato Regional de Cantabria (2/0)        | 1982, 1983.                |                |
| Torneo Ciudad de Santander (1/0)              | 1983.                      |                |
| Trofeo Mary Lavín (0/1)                       |                            | 1978.          |
| Campeonato Regional de Cantabria Cadete (1/0) | 1992-93.                   |                |

## Temporadas del Sagardía
Últimas temporadas de la AD Sagardía:
| Temporada | Categoría               | Puesto        | Notas                      |
| --------- | ----------------------- | ------------- | -------------------------- |
| 1998-99   | División de Honor       | 14º           | descenso                   |
| 1999-2000 | Primera                 | 5º (grupo A)  | ascenso                    |
| 2000-01   | División de Honor       | 15º           | descenso                   |
| 2001-02   | Primera                 | 1º (grupo A)  |                            |
| 2002-03   | Primera                 | 6º (grupo A)  |                            |
| 2003-04   | Primera                 | 3º (grupo A)  |                            |
| 2004-05   | Primera                 | 1º (grupo A)  |                            |
| 2005-06   | Primera                 | 1º (grupo A)  | Campeón absoluto y ascenso |
| 2006-07   | División de Honor       | 12º           |                            |
| 2007-08   | División de Honor       | 14º           | descenso                   |
| 2008-09   | Primera                 | 2º (grupo A)  | Campeón absoluto y ascenso |
| 2009-10   | División de Honor       | 12º           |                            |
| 2010-11   | División de Honor       | 14º           | descenso                   |
| 2011-12   | Primera                 |               |                            |
| 2012-13   | División de Honor Plata | 10º (grupo A) |                            |